# Pristimantis tepuiensis
Pristimantis tepuiensis är en groddjursart som först beskrevs av Andreas Schlüter och Dennis Rödder 2007.  Pristimantis tepuiensis ingår i släktet Pristimantis och familjen Strabomantidae. Inga underarter finns listade i Catalogue of Life.